# Bündner Kunstmuseum
Das Bündner Kunstmuseum in Chur ist ein Museum des Kantons Graubünden. Es hat seinen Sitz in der historischen Villa Planta ebenso wie im Erweiterungsbau aus dem Jahr 2016 und zeigt vorwiegend Exponate von Bündner und anderen Schweizer Künstlern. Der «Bündner Kunstverein» ist Träger der Wechselausstellungen und die «Stiftung Bündner Kunstsammlung» Eigentümerin der Kunstsammlung.

## Geschichte

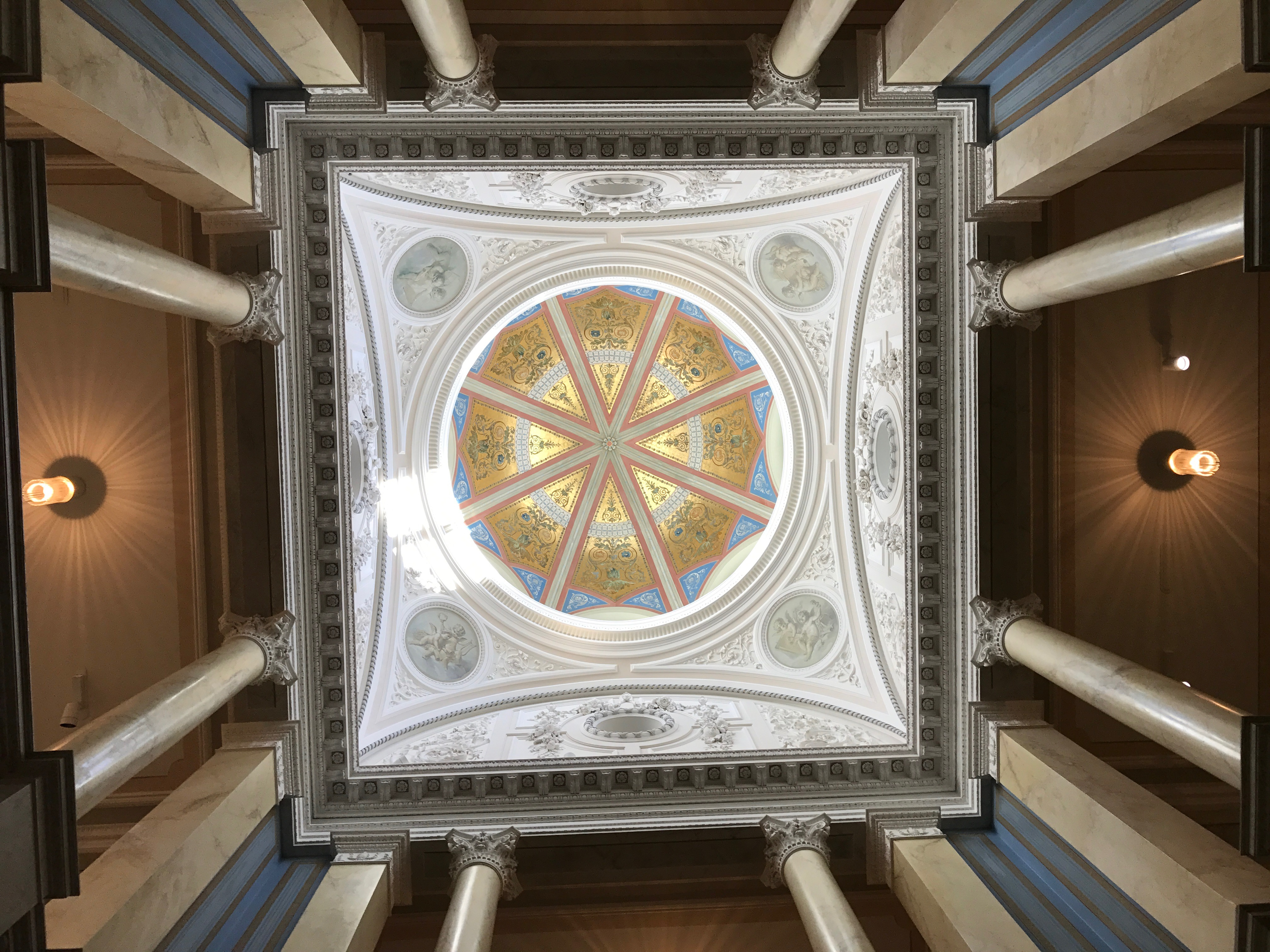
Kuppel der Villa Planta

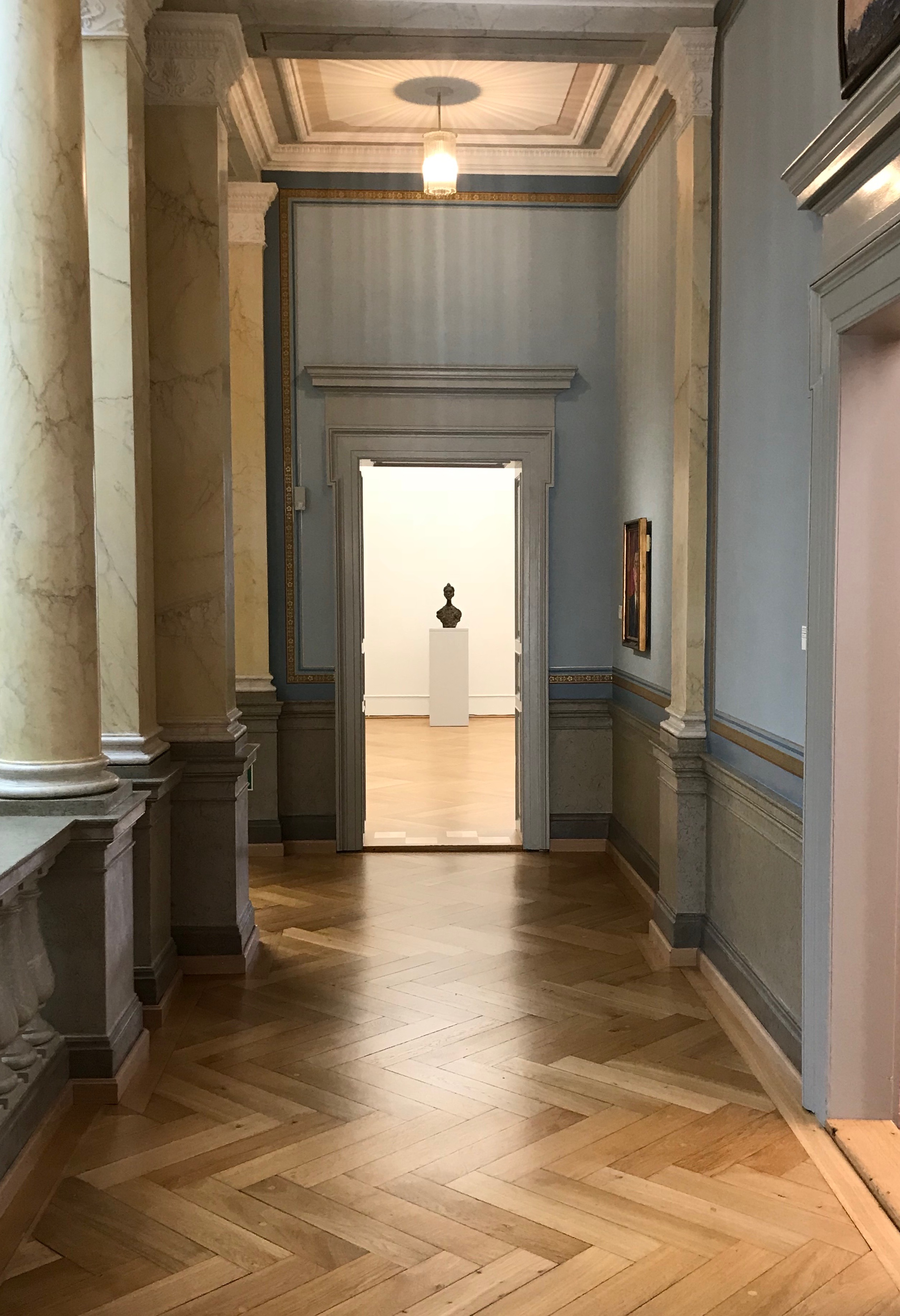
Im 1. Obergeschoss der Villa Planta

1900 begann der Bündner Kunstverein mit dem Aufbau einer eigenen Kunstsammlung, die sich spezifisch den Themen der kulturellen Situation Graubündens annahm, wie etwa der Prägung durch die umgebende Gebirgslandschaft oder dem Wechselspiel von Migration und Tourismus. 1919 wurde in der neoklassizistischen Villa Planta auf Initiative des Bündner Kunstvereins das Bündner Kunstmuseum Chur eingerichtet. Die dort untergebrachten naturkundlichen Konvolute fanden ab 1927 neben der Villa Planta im neu erbauten Natur- und Nationalpark-Museum ihr Domizil, während die Villa den Bedürfnissen eines Kunstmuseums angepasst wurde. 
Von 1987 bis 1989 wurde die Villa Planta durch die Architektengemeinschaft Peter Zumthor, Peter Calonder und Hans-Jörg Ruch umgebaut und restauriert. Von 2014 bis 2016 entstand neben der Villa Planta an Stelle des ehemaligen Naturmuseums ein Erweiterungsbau der Architekten Barozzi/Veiga.
Seit dem 1. Oktober 2011 wird das Bündner Kunstmuseum von Stephan Kunz geleitet.

## Sammlung
Ein besonderer Fokus liegt auf dem lokalen Kunstschaffen. Das Bündner Kunstmuseum beherbergt in seiner Sammlung mehrere Werke der in Chur geborenen Angelika Kauffmann, die zu den bedeutenden Künstlerinnen des 18. Jahrhunderts zählt. Die aus dem Bergell stammende Künstlerfamilie mit Giovanni Giacometti und deren Söhnen Alberto und Diego sowie dem entfernt verwandten Augusto ist ebenfalls mit umfassenden Werkgruppen in der Sammlung vertreten. Mit wichtigen Werken von Ernst Ludwig Kirchner, Hermann Scherer, Albert Müller und Paul Camenisch bildet nicht zuletzt auch die Phase des Expressionismus einen besonderen Schwerpunkt in der Sammlung. Wichtige Positionen aus der zweiten Hälfte des 20. Jahrhunderts bilden unter anderem Alois Carigiet, Matias Spescha, HR Giger, Not Vital oder Zilla Leutenegger.
Im Bereich der Gegenwartskunst widerspiegelt die Sammlung mit Werken von Richard Long, Markus Raetz oder Roman Signer die Vielfalt des zeitgenössischen Kunstschaffens. Ein besonderes Augenmerk gilt den Künstlern, die sich mit dem Medium der Fotografie auseinandersetzen, wie Hans Danuser, Gaudenz Signorell, Katharina Vonow, Jules Spinatsch oder Ester Vonplon.
Die Sammlung umfasst etwa 8000 Arbeiten aus allen Bereichen der bildenden Kunst vom 18. Jahrhundert bis in die Gegenwart.

### Bildergalerie

Werke von Angelika Kauffmann
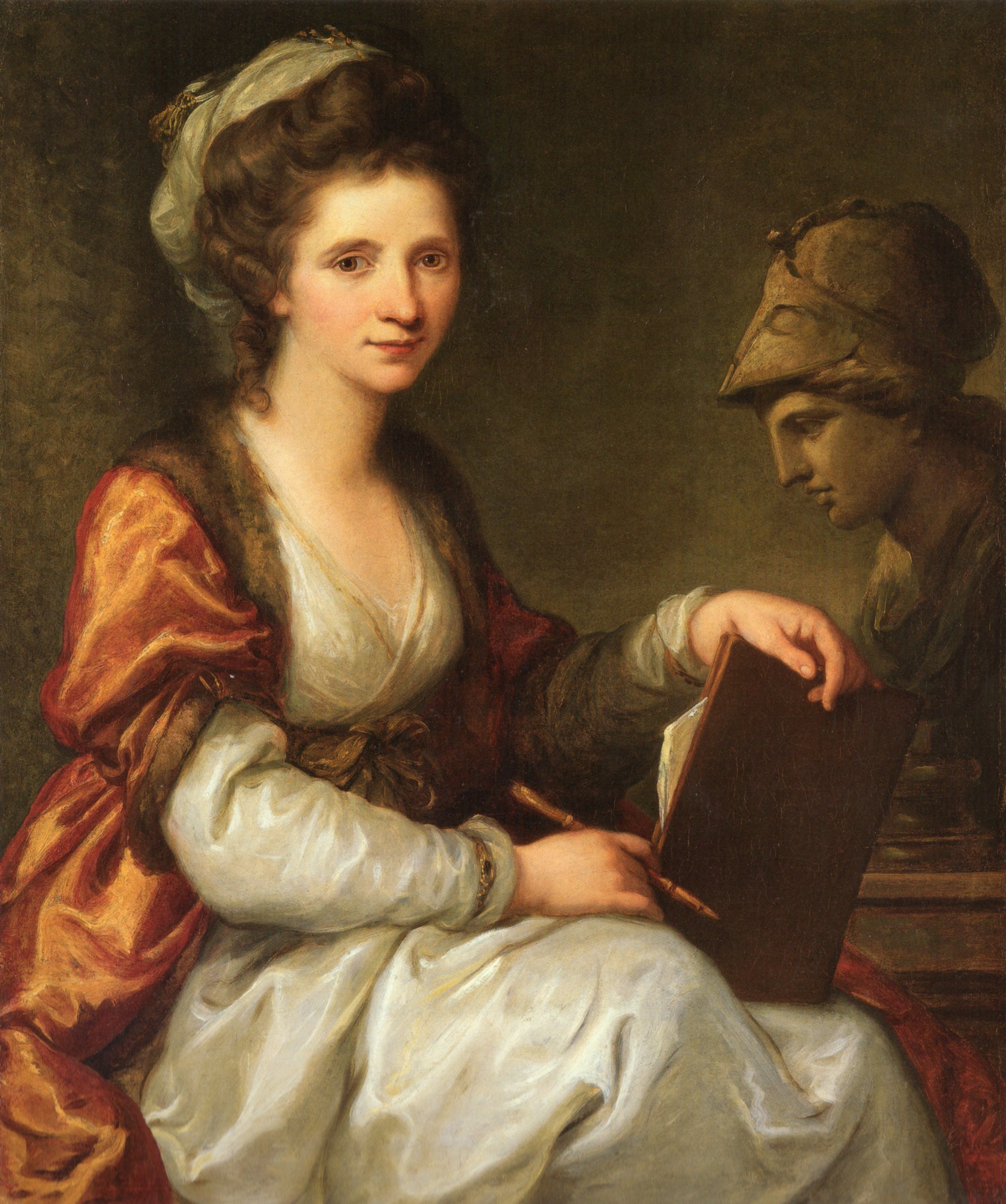
Selbstbildnis mit Büste der Minerva, 1780–1781, Inventarnummer GKS922, Depositum der Gottfried Keller-Stiftung
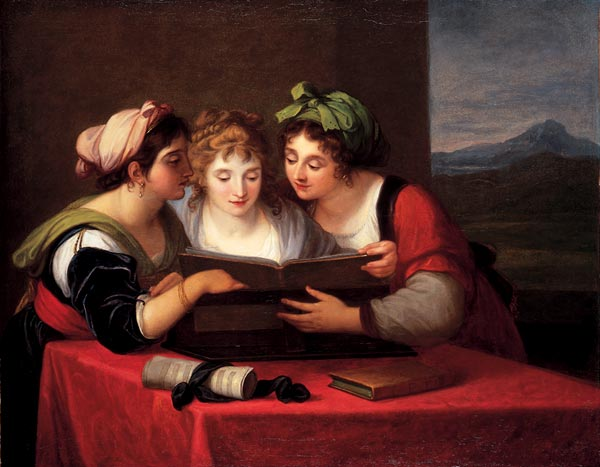
Drei Sängerinnen, 1795
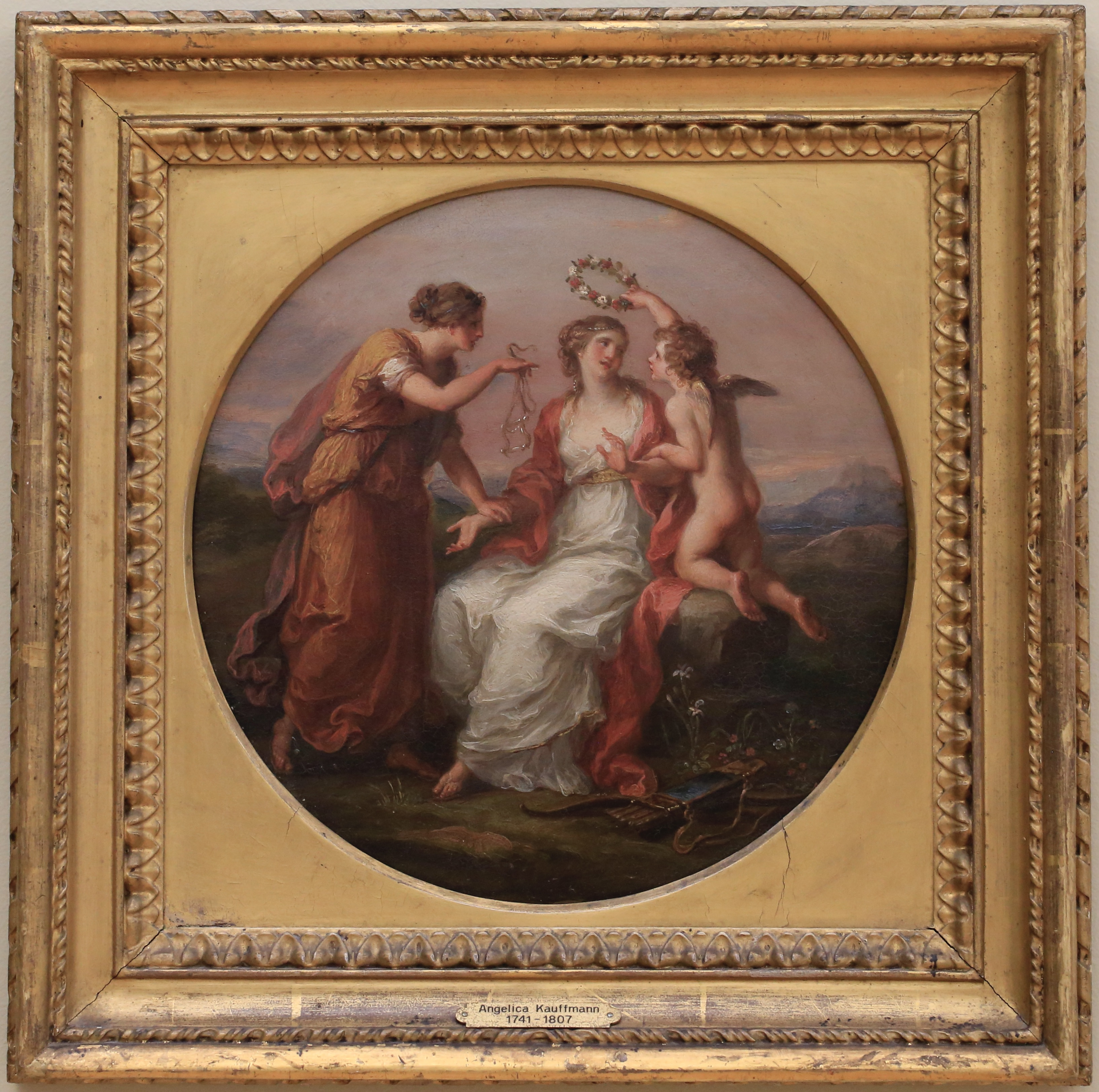
Die Schönheit, verführt von Liebe und geleitet von Weisheit
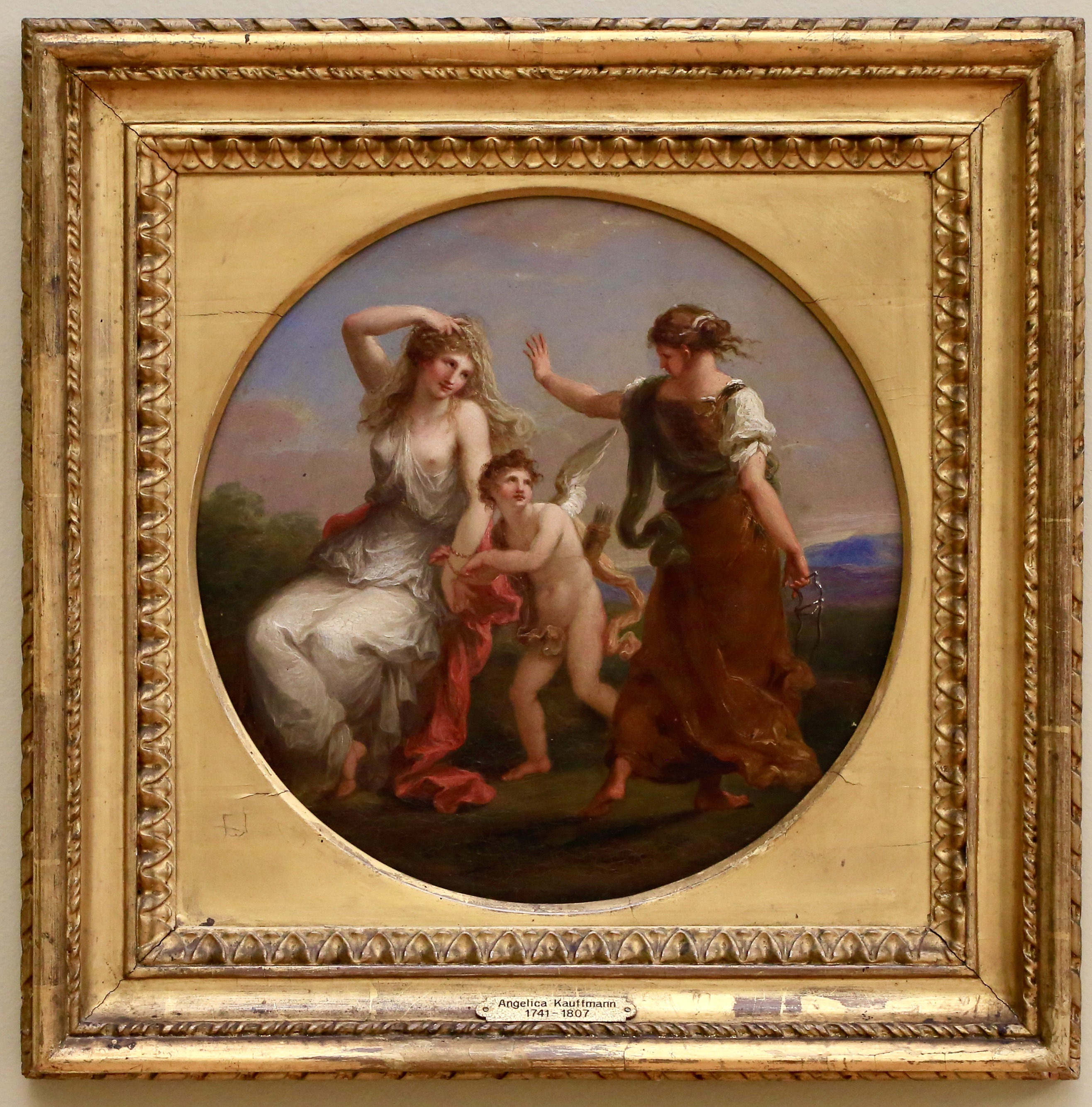
Die Schönheit, von der Liebe gefesselt und verlassen

Werke von Ferdinand Hodler
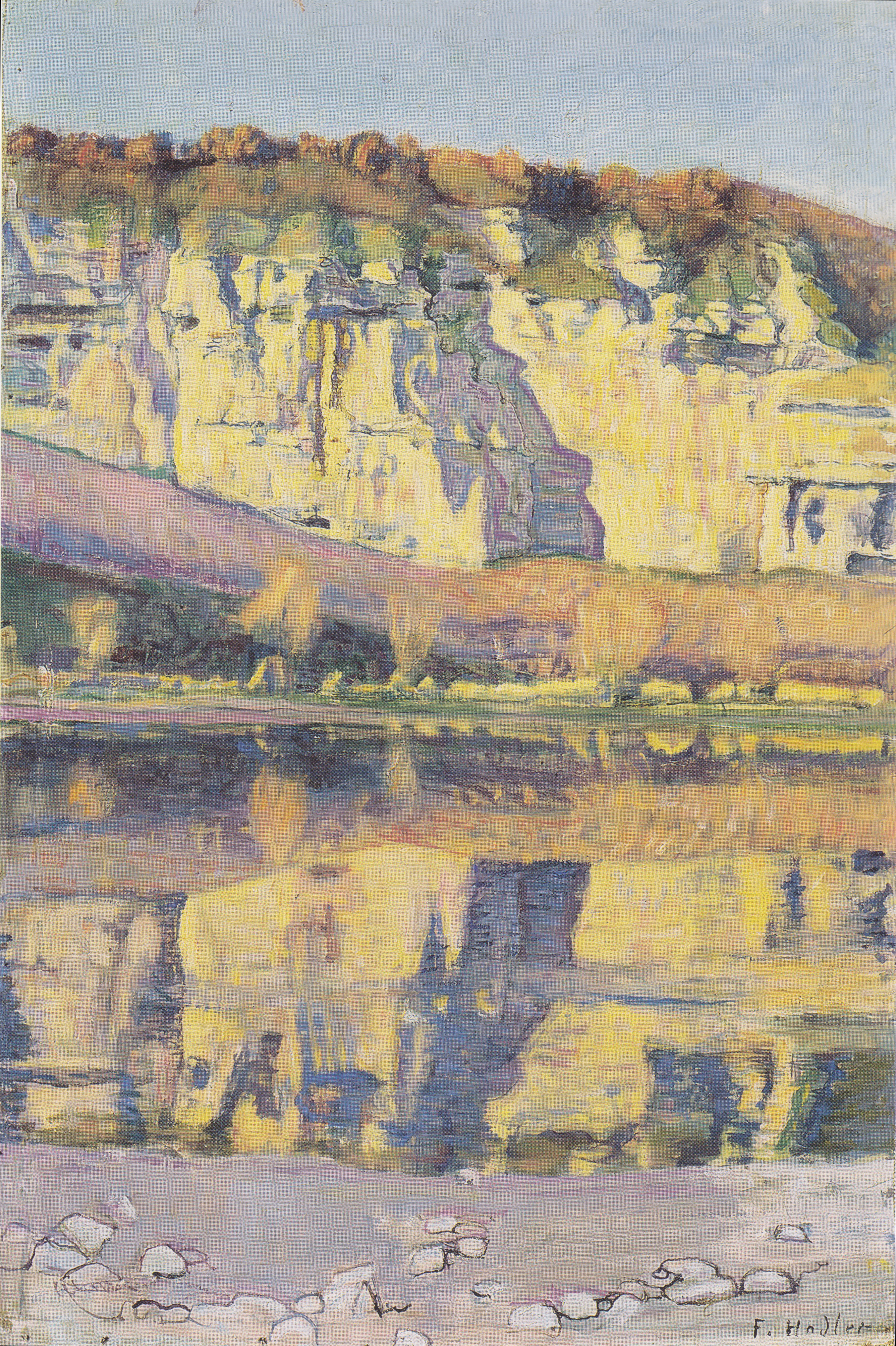
Partie an der Rhone, circa 1891
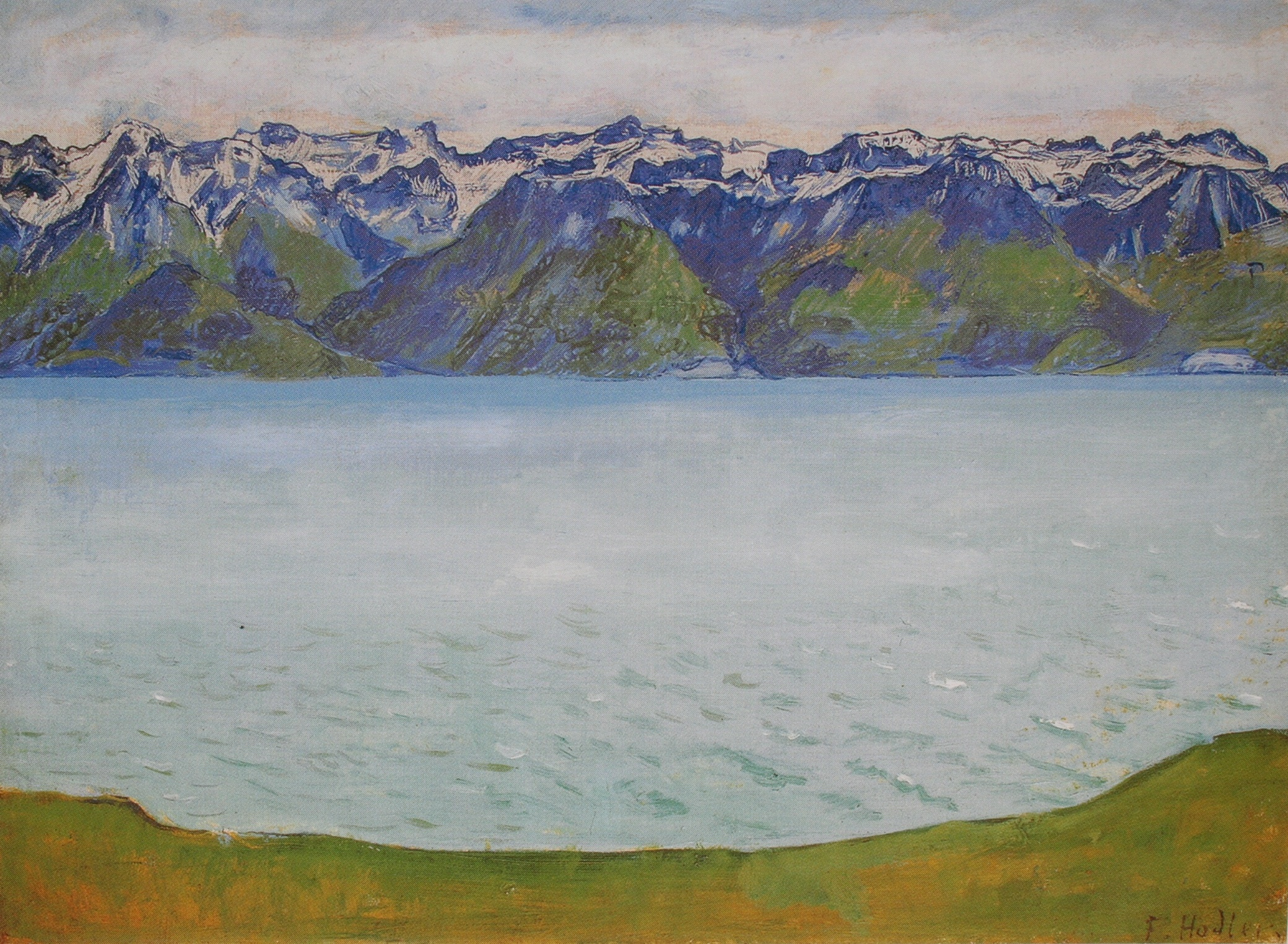
Genfersee mit Savoyerbergen, 1907
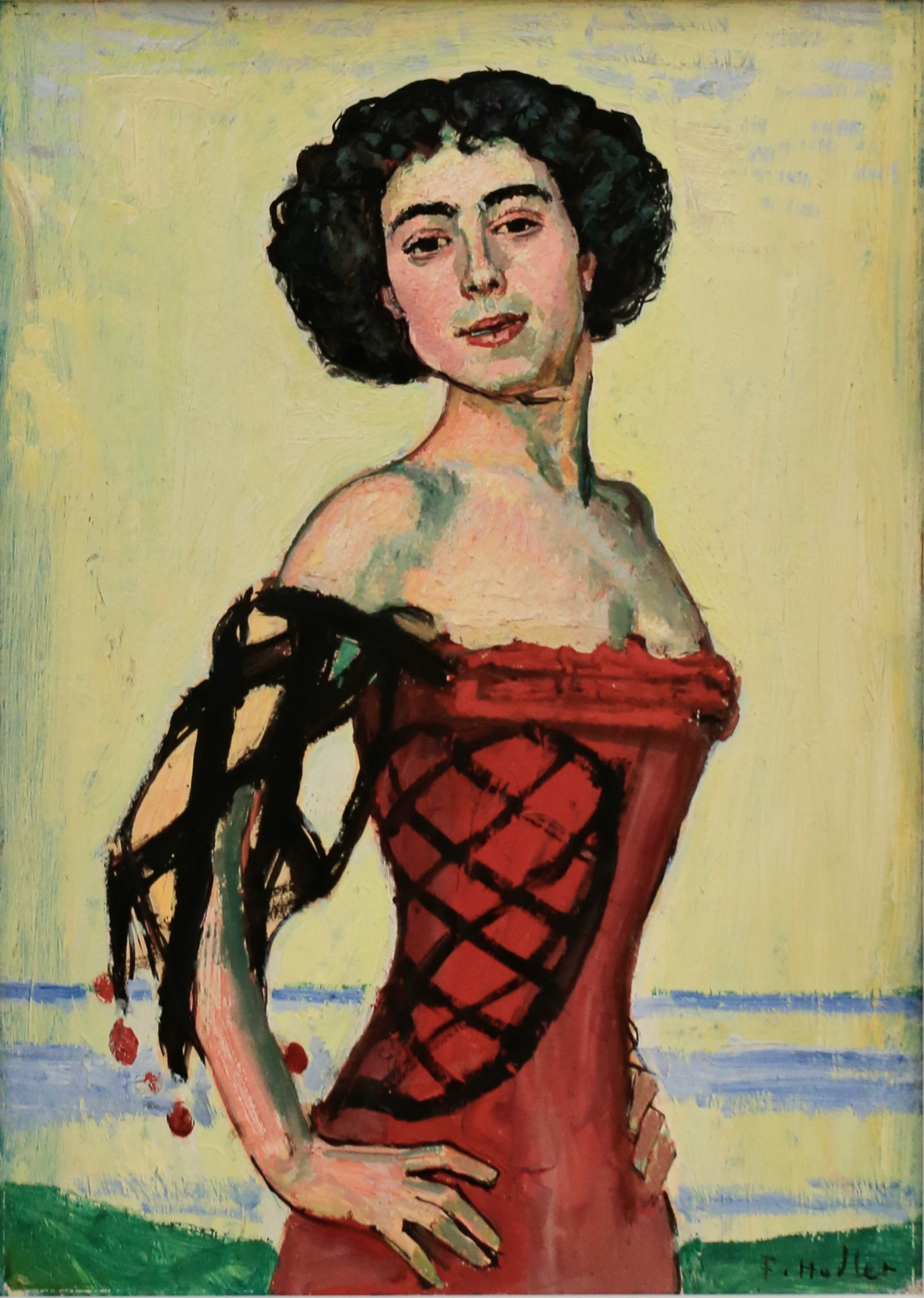
Spanische Tänzerin
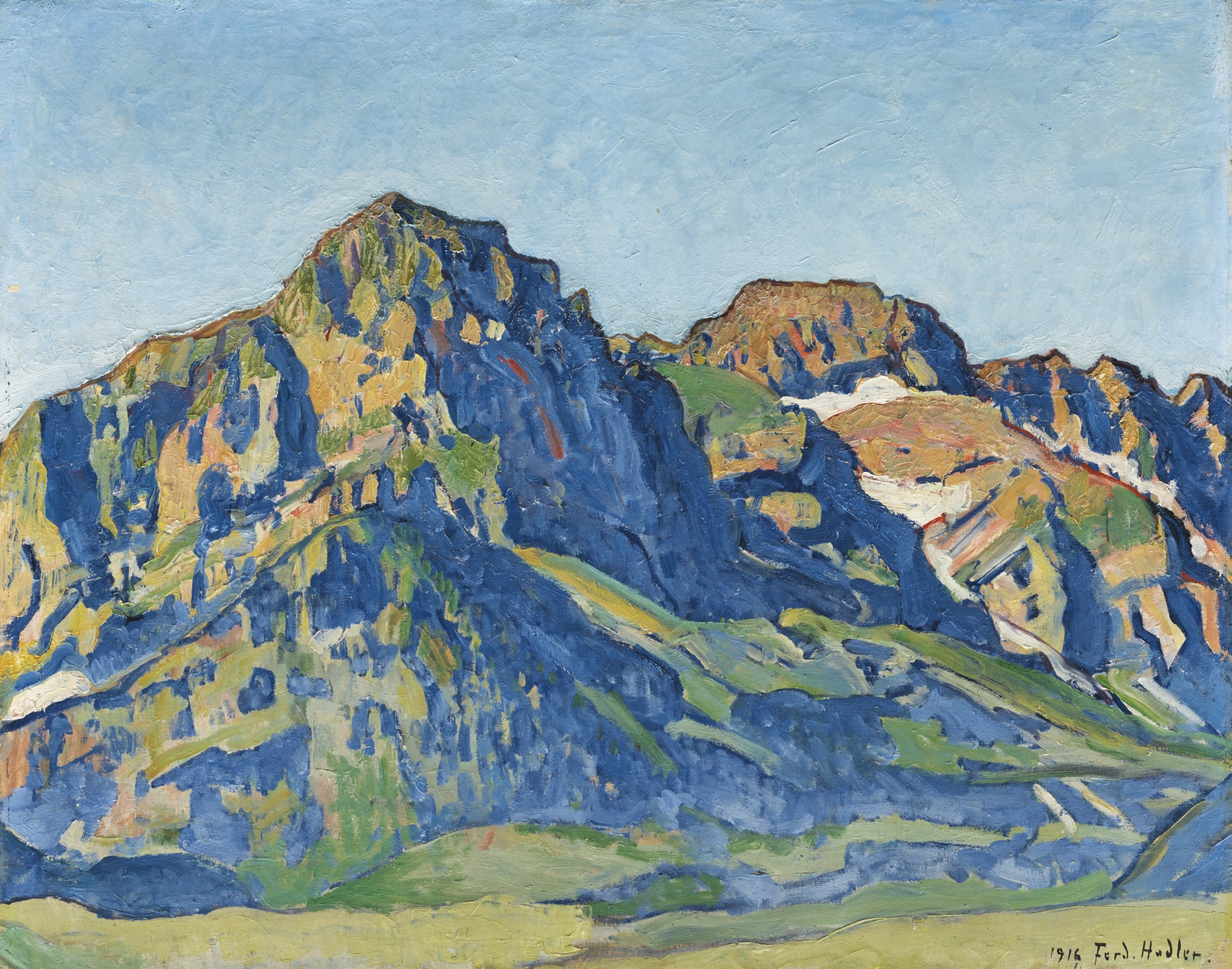
Die Dents Blanches, 1916

Werke von Giovanni Giacometti
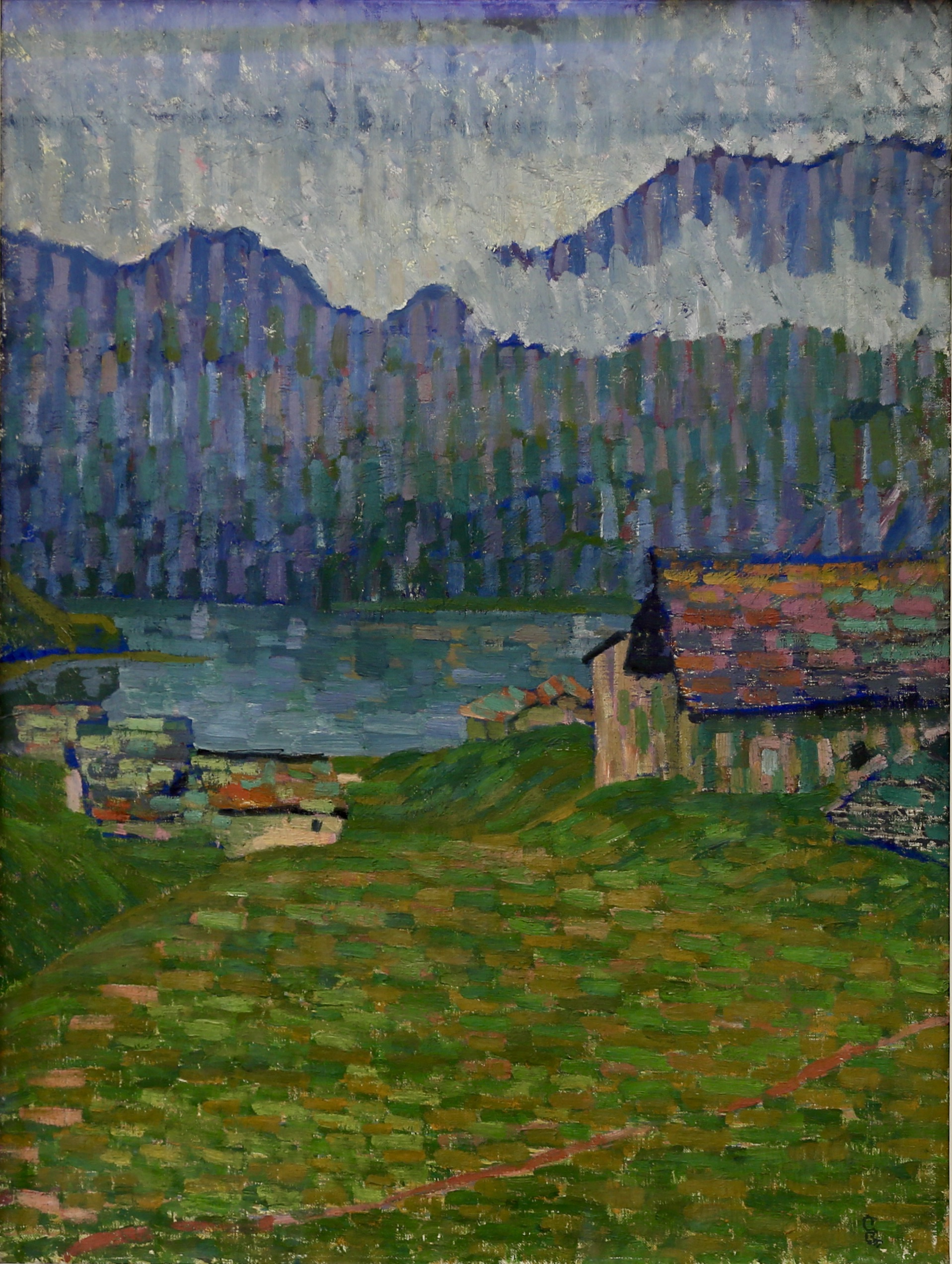
Giorno di Pioggia, deutsch: Regentag, 1907
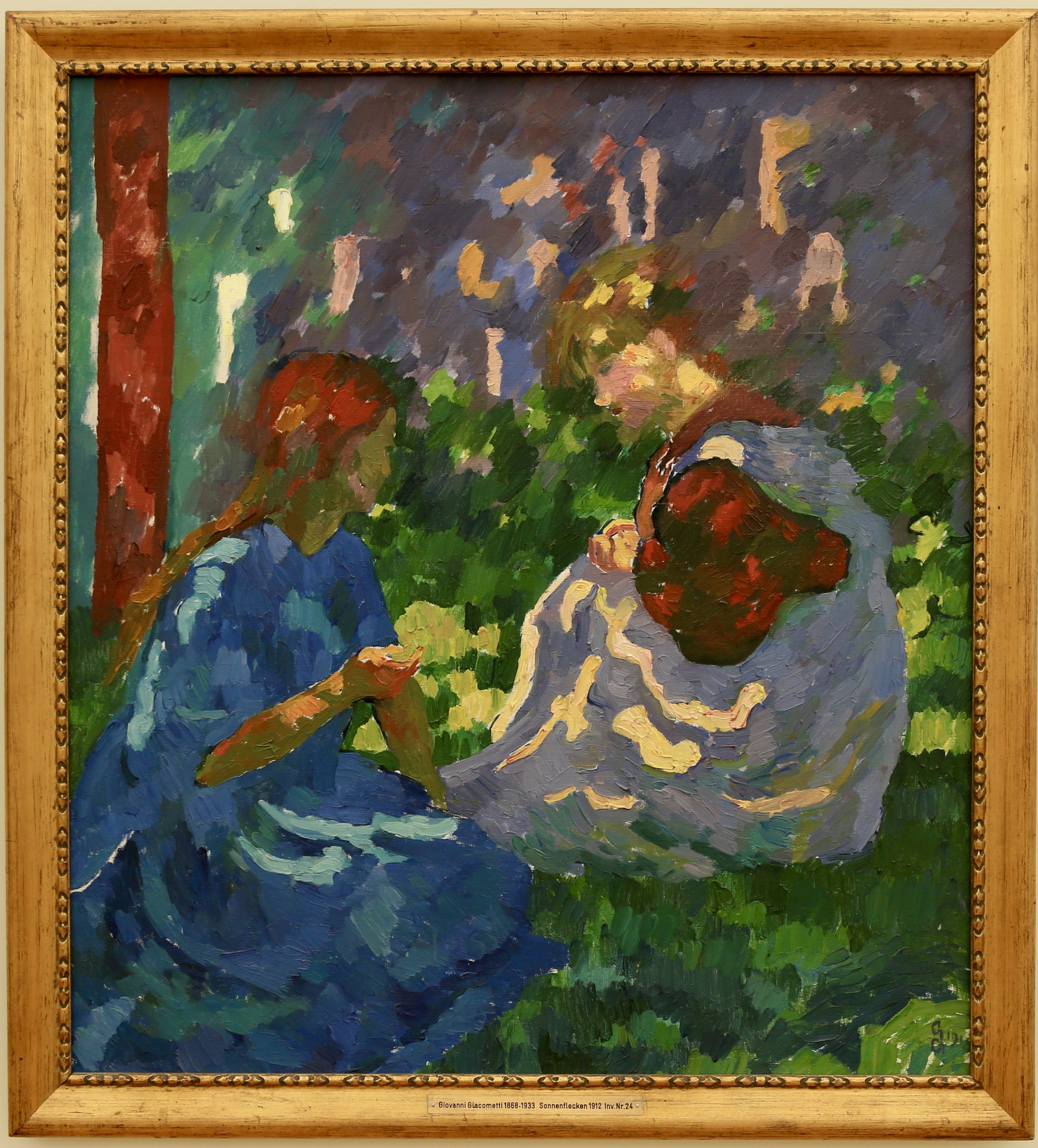
Luce e ombra II, deutsch: Licht und Schatten, 1912
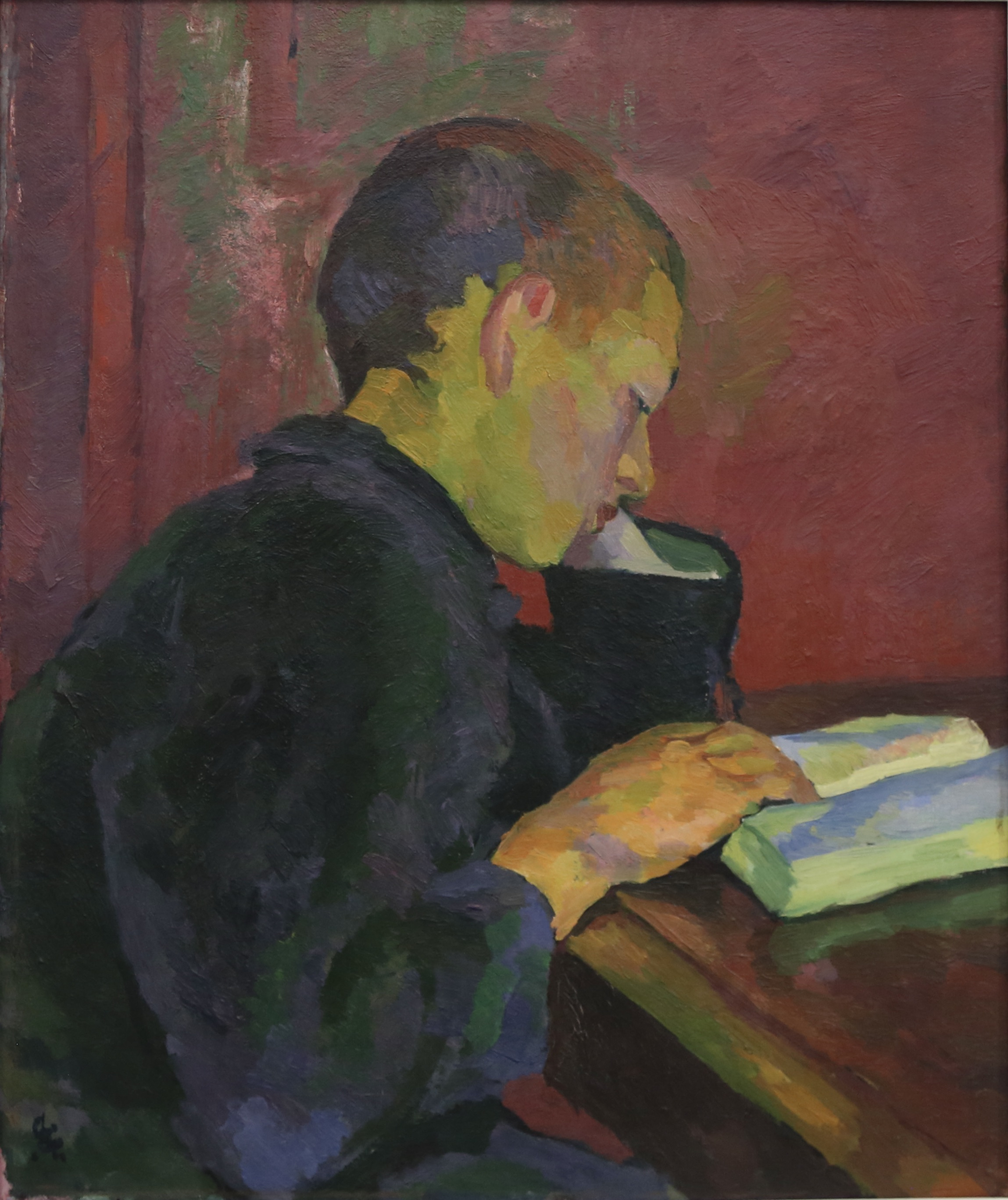
Alberto lesend, circa 1914
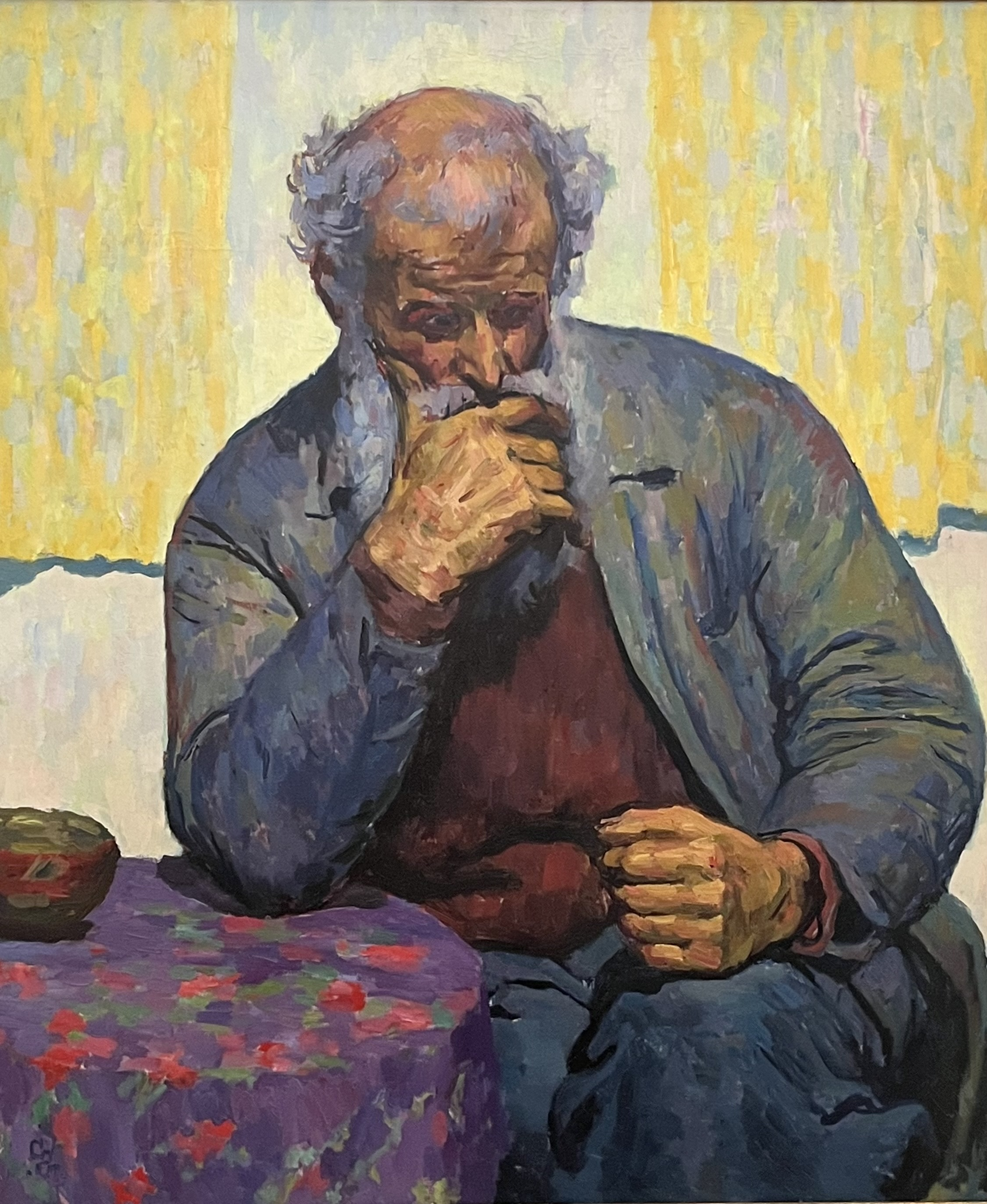
Contadino pensieroso, deutsch: Nachdenklicher Bauer, 1922

Werke von Ernst Ludwig Kirchner
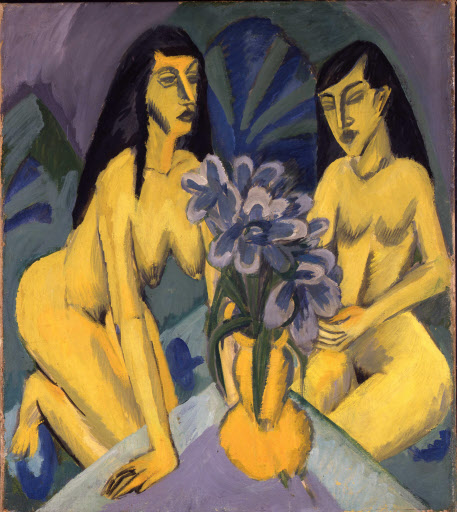
Zwei gelbe Akte mit Blumenstrauss, 1914
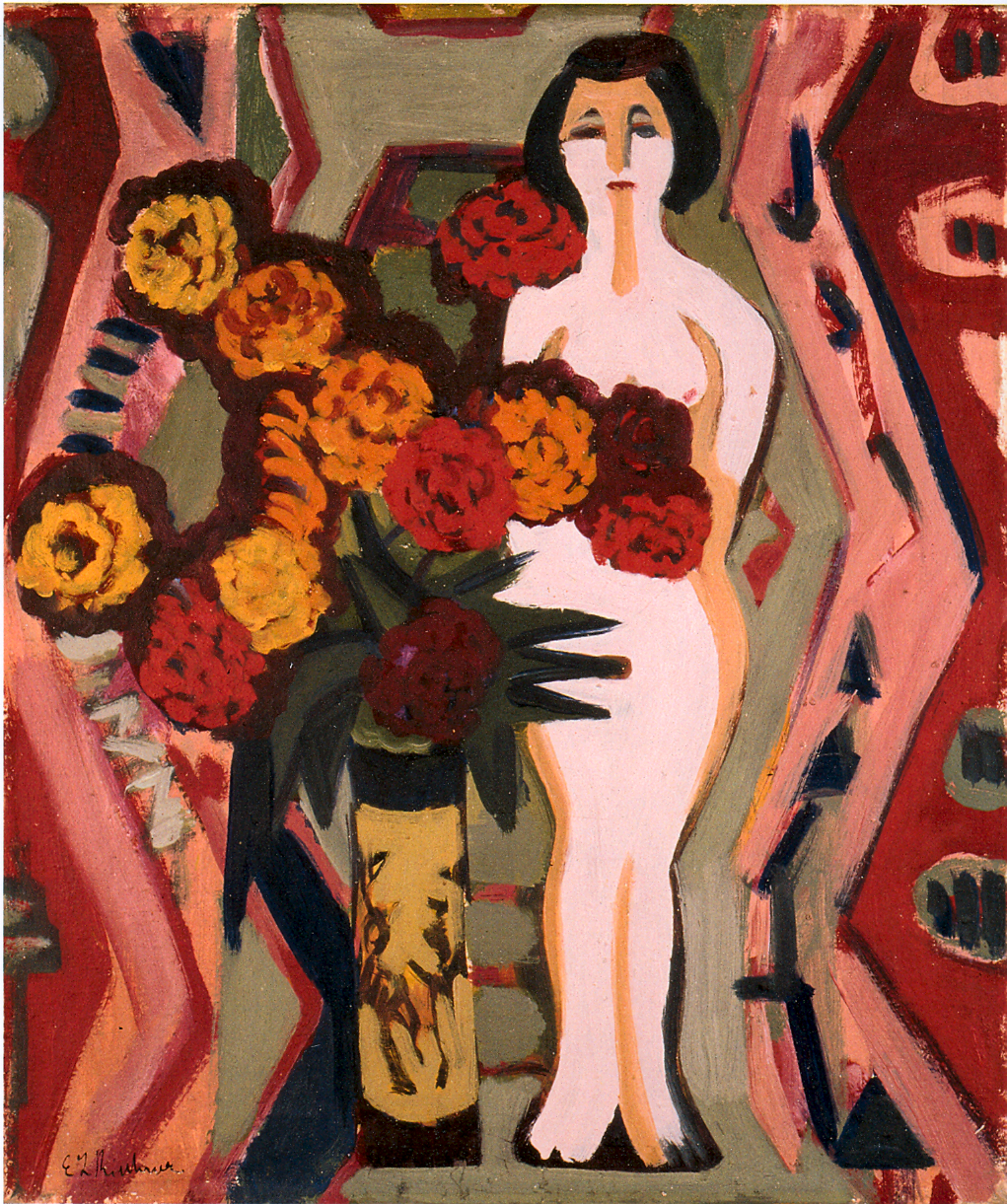
Stillleben mit Plastik, circa 1924
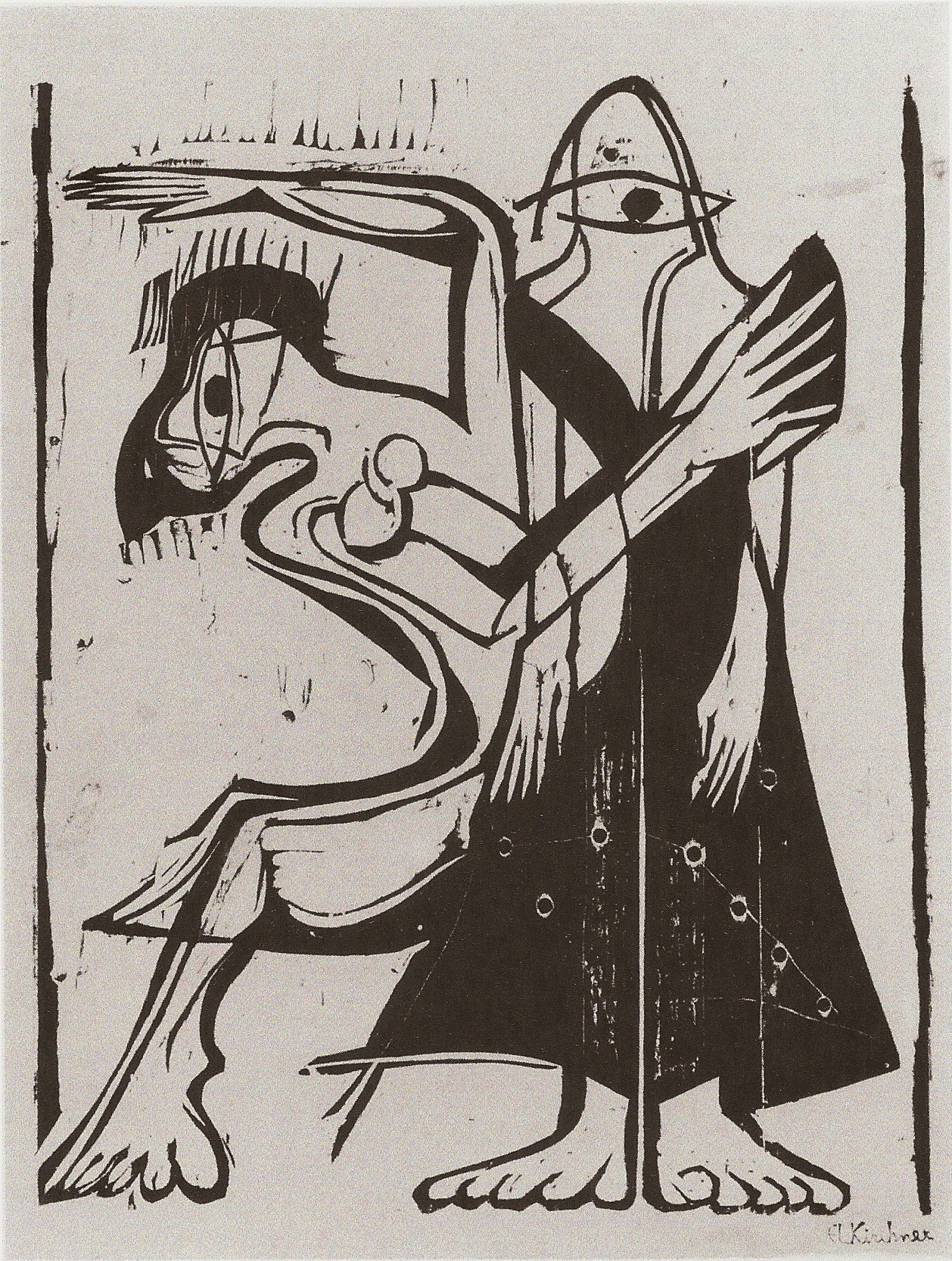
Maskentanz, 1929
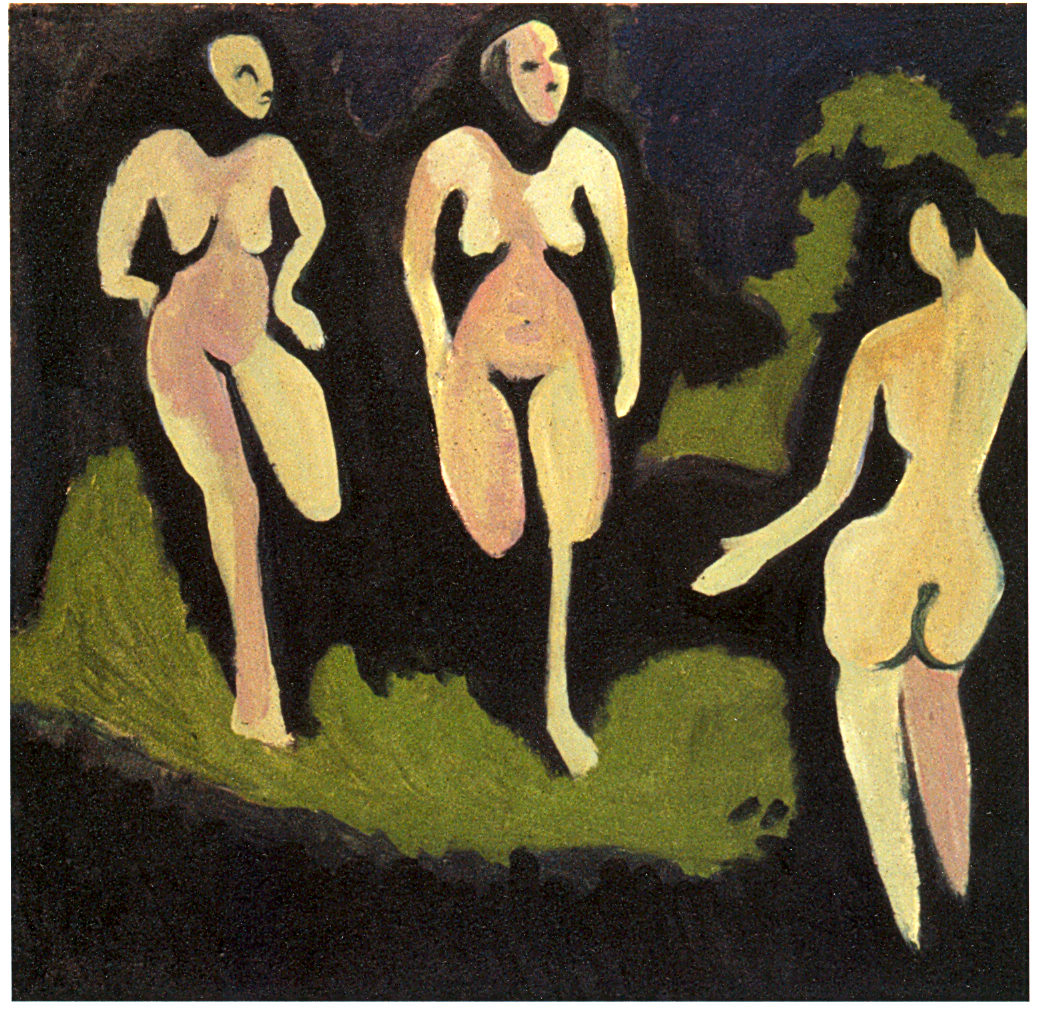
Akte auf der Wiese, circa 1929

## Ausstellungen
Parallel zur eigenen Sammlung zeigt das Bündner Kunstmuseum temporäre Wechselausstellungen. Neben der Präsentation historischer und zeitgenössischer Künstler sind immer wieder auch thematische Gruppenausstellungen zu sehen. Das Labor des Kunstmuseums dient als kleine Kunsthalle innerhalb des Museums. Regelmässig lädt das Museum Kunstschaffende ein, neue Arbeiten für diesen Ausstellungsraum zu entwickeln.

## Architektur

### Villa Planta

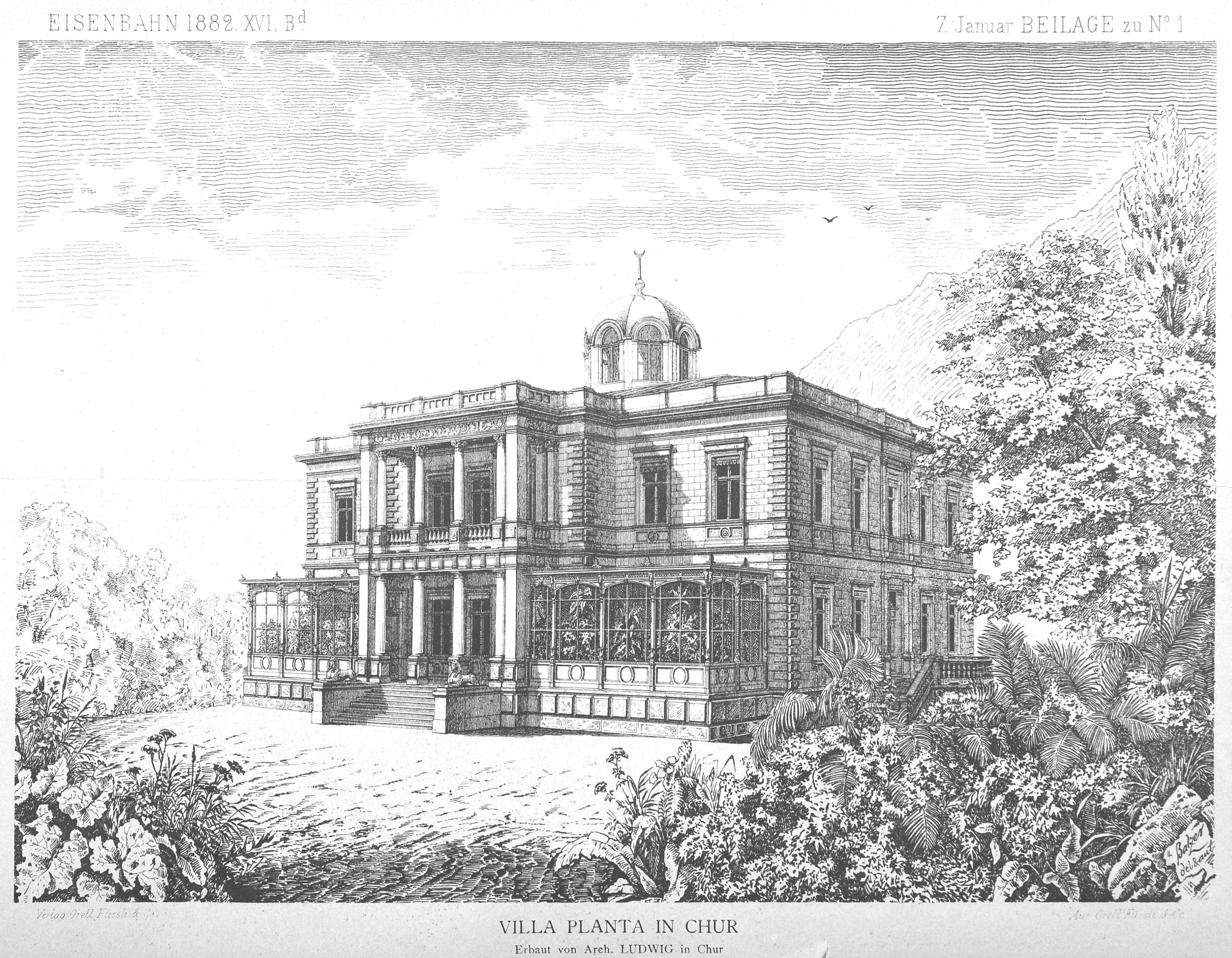
Villa Planta Chur, Architekt: Johannes Ludwig, 1874

Die nach dem Bauherrn Jacques Ambrosius von Planta benannte Villa Planta wurde 1874–1875 vom Architekten Johannes Ludwig als privates Wohnhaus erbaut. 1898 verkaufte Jacques Ambrosius von Planta die Villa an die Rhätische Bahn, die es ab 1919 für kulturelle Zwecke an den Kanton Graubünden vermietete. 1957 wurde die Liegenschaft vom Kanton Graubünden erworben. Der neoklassizistische Bau an der Bahnhofstrasse in Chur weist eine repräsentative Schauseite auf mit einem von Säulen getragenen Portikus. Die beiden Sphingen auf den Treppenwangen, die pompejanischen Malereien im ehemaligen Salon und die goldene Kuppelbemalung in byzantinischer Manier verweisen auf die Tätigkeit des Bauherrn als Kaufmann im ägyptischen Alexandrien. Höhepunkt dieses «Orientalismus» bildete ein Halbmond auf der Kuppelspitze. Die Villa wurde 1987/89 unter der Leitung der Architektengemeinschaft Peter Zumthor, Peter Calonder und Hans-Jörg Ruch restauriert und erweitert. 2014–2016 wurde die denkmalgeschützte, palladianische Villa durch das Architekturbüro Gredig-Walser restauriert und an die aktuellen Bedürfnisse eines modernen Museums angepasst. 

### Erweiterungsbau

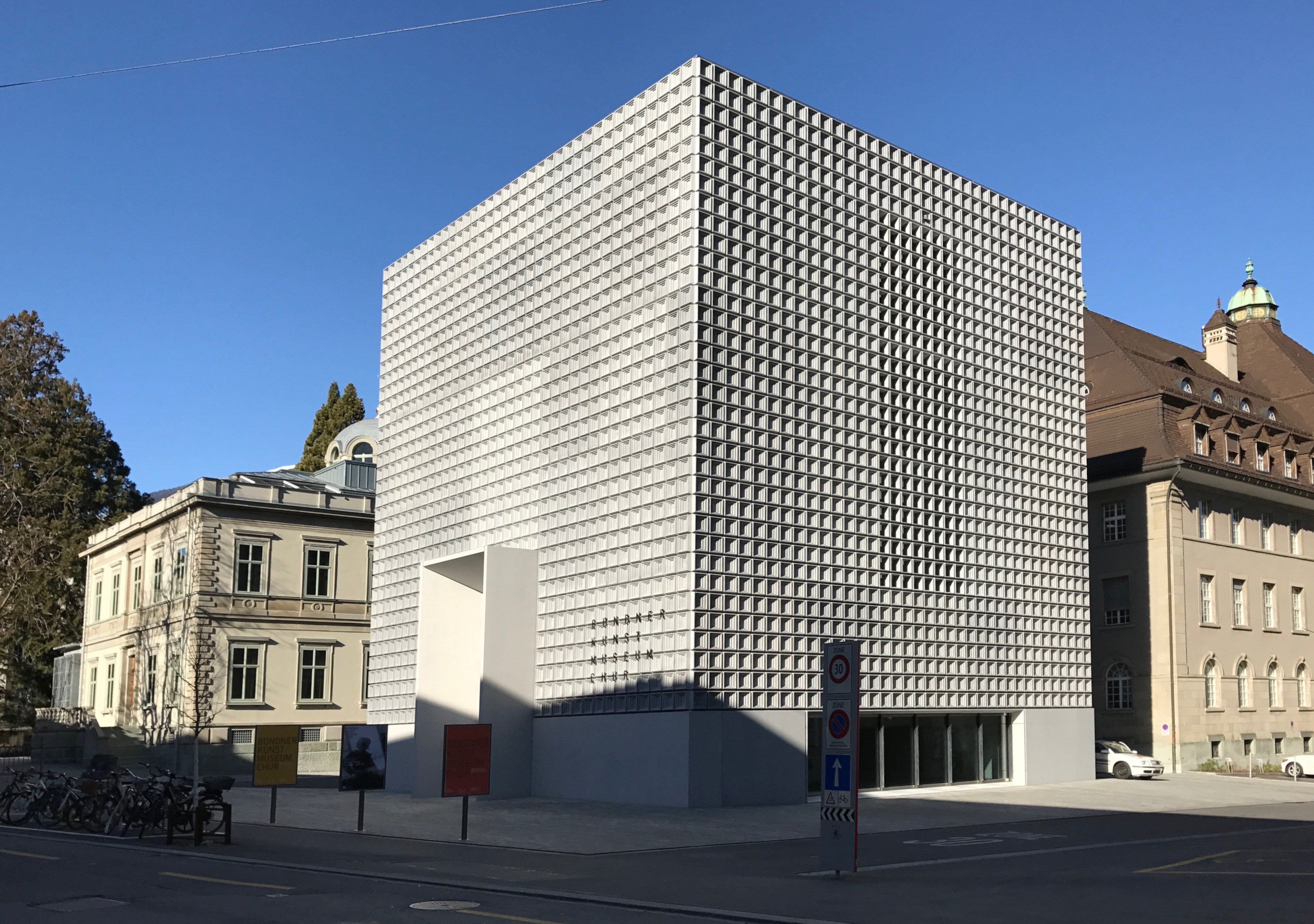
Villa Planta, links im Hintergrund und Neubau von 2016

Im Jahr 2011 wurde ein internationaler Architekturwettbewerb ausgeschrieben, den das Architekturbüro Estudio Barozzi/Veiga aus Barcelona gewann. Ihr Projekt ersetzt das ehemalige Naturmuseum.